# Microbotryum gayophyti
Microbotryum gayophyti är en svampart som först beskrevs av Harkn., och fick sitt nu gällande namn av Vánky 1998. Microbotryum gayophyti ingår i släktet Microbotryum och familjen Microbotryaceae.   Inga underarter finns listade i Catalogue of Life.